# Socompa
Le Socompa est un stratovolcan endormi, qui se trouve à la frontière entre la région d'Antofagasta au Chili et la province argentine de Salta (département de Los Andes).
Son altitude est de 6 031 mètres.

## Histoire
Le volcan Socompa a causé un énorme cataclysme, il y a quelque 7 200 ans. Durant une violente éruption plinienne, tout son quart nord-ouest explosa et se répandit obliquement en territoire chilien. Il y eut effondrement et glissement de masses de roches jusqu'à plus de 34 km de leur emplacement de départ. 
La quantité de matériaux ainsi effondrés et dispersés atteignit 50 kilomètres cubes. Actuellement le volcan a donc la forme d'un « coin » à sommet sud-est. On nomme celui-ci « amphithéâtre » du Socompa.
Le volcan domine de très près le paso Socompa, ainsi que la voie ferrée et la petite route qui l'empruntent.

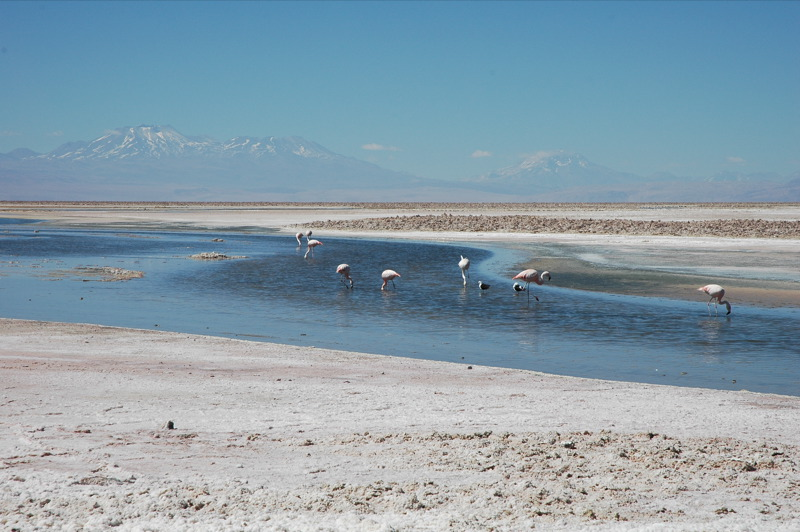
Vue lointaine, depuis le Chili (Salar de Atacama) des volcans Pular (à gauche), Pajonales (centre gauche) et Socompa (à droite)

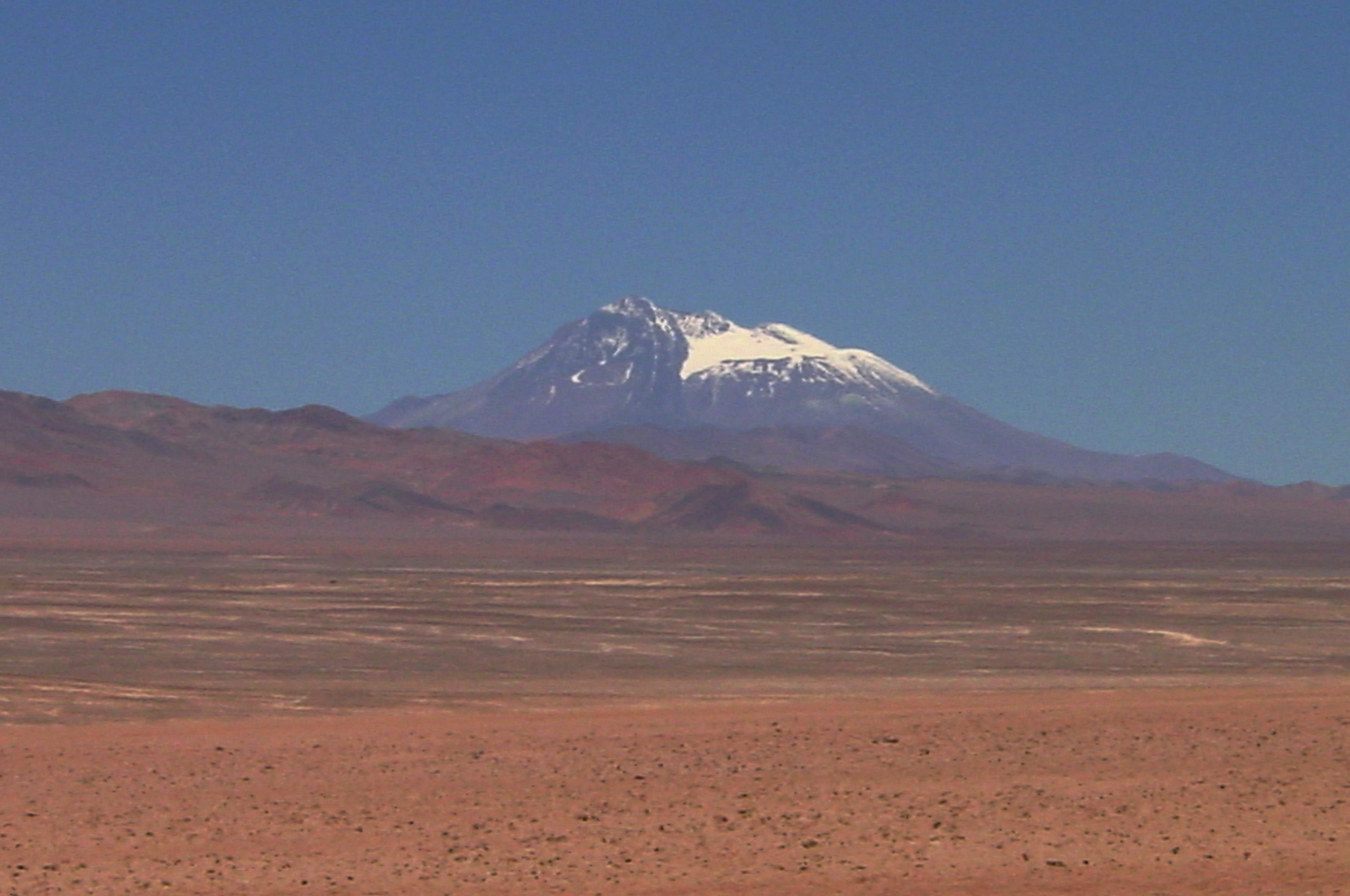
Vue du Socompa depuis la route B-241 au Chili